# Amr Shabana
Amr Shabana (in arabo عمرو شبانة‎?; Il Cairo, 20 luglio 1979) è un giocatore di squash egiziano del circuito professionistico, vincitore del World Open nel 2003 e nel 2005 e campione mondiale nel 2006.
Dopo un deludente anno successivo, la cui sola apparizione in finale è stata nel British Open in Inghilterra dove perse contro David Palmer in quattro set: 10-11 (4-6), 11-07, 11 - 10 (3-1), 11 -7, Shabana vinse quattro eventi PSA, arrivando a vincere il suo secondo world open nel mese di dicembre. Il suo successo lo portò a raggiungere le vette più alte di questo sport.
Membro del PSA dal 1995, Amr rivendicò il suo primo titolo nel luglio del 1999, vincendo l'Open di Puebla, in Messico. Sette giorni più tardi aveva vinto il suo secondo, il Mexico Green, battendo l'australiano in finale.
Vinse il World Open nel 2003, quando egli sconfisse David Palmer, il campione in carica, in cinque giochi. Amr ha poi sempre vinto contro Palmer, l'australiano della Anthony Ricketts negli ultimi otto anni. Dopo aver sconfitto Karim Darwish (campione egiziano) alle semifinali, Shabana vinse la sua miglior partita battendo Lincou 15-14 09-15 15-11 15-07 e quindi vincendo il titolo di miglior giocatore mondiale.
Amr tornò poi nel 2005, arrivando in finale sia ai Windy City Open e sia agli Open Dayton.